# ソロヴィヨーフ D-30

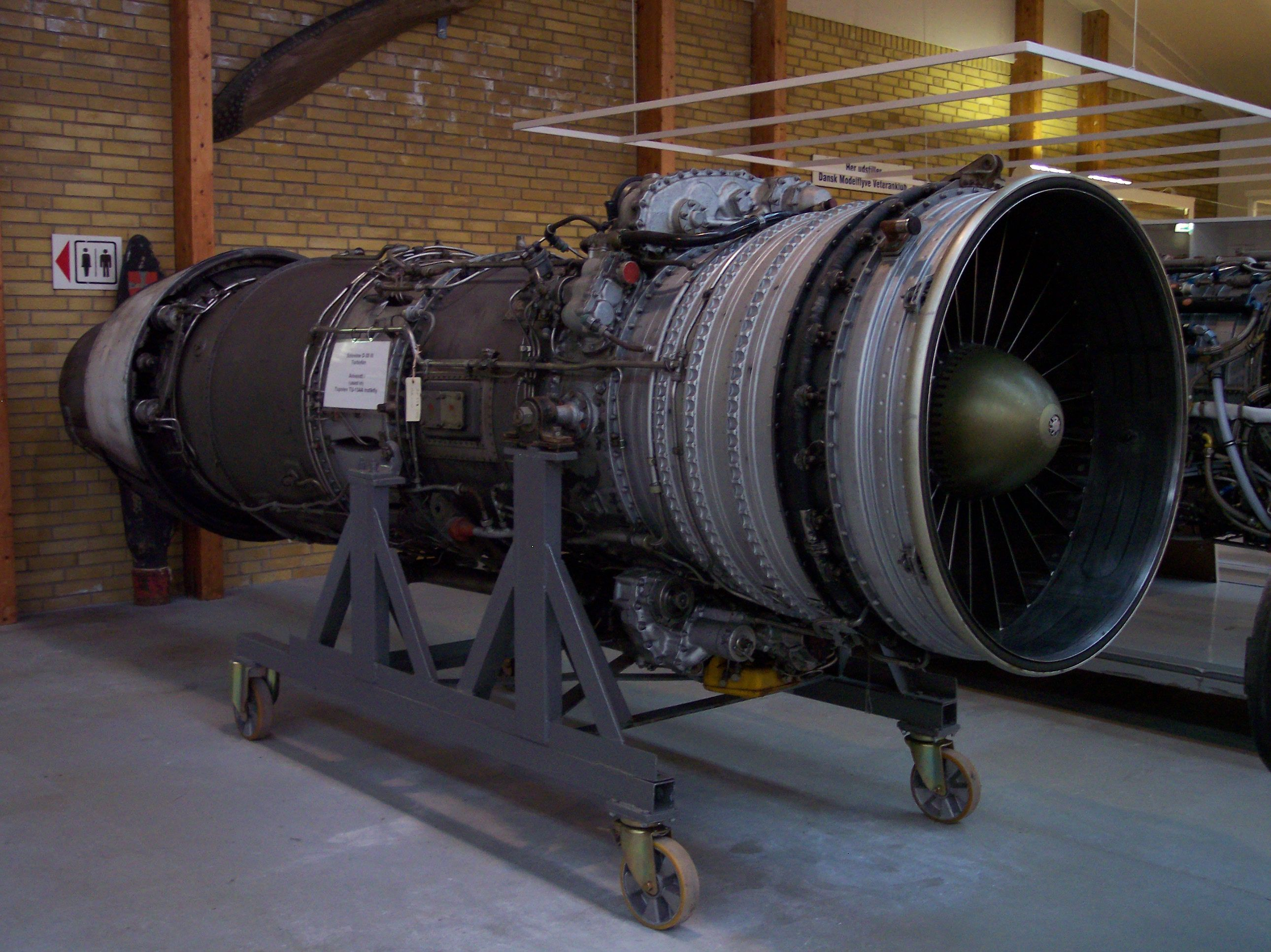
ソロヴィヨーフ D-30

ソロヴィヨーフ D-30（Soloviev D-30 ）はソビエト連邦のソロヴィヨーフにより開発された、2軸式低バイパス（公式にはバイパス式ターボジェットという）ターボファンエンジンである。

## 概要
2軸式の低バイパス比ターボファンエンジンであり、バイパス比は1.0(D-30P)。離陸時とアイドリング時に独特の騒音を発する。アフターバーナー搭載の超音速仕様の派生型であるD-30F6はMiG-31迎撃機に使用された。
超音速アフターバーナー仕様のD-30F6はMiG-31要撃機で使用され、アフターバーナーを備えない民間機仕様のD-30KPとD-30KUは、イリューシンIl-62MとツポレフTu-154M旅客機やイリューシン Il-76MD, TD貨物輸送機で使用され、D-30IIやD-30PはTu-134に採用されている。

## 設計と開発
1970年代半ば、ソ連ではMiG-25を更新する高速要撃機の研究が始まった。MiG-25の備えていた2基のツマンスキー R-15ターボジェットエンジンは上空でマッハ3を出すことができたため、非常に強力ではあった。しかし、その性能は高空・高速仕様に特化していたため、低空においては性能が落ちてマッハ1を超えることすらできなかった。もっと深刻な問題として、耐久性が不足し高速飛行時での最大出力時にはエンジンが破損する場合があった。そこで、新型迎撃機MiG-31には、低空性能にも優れた新しいエンジンが求められた。
MiGではソロヴィヨーフ設計局に低バイパス比のターボファンエンジンの開発を要請した。これに応えて、ソロヴィヨーフはD-30F6ターボファンを開発した。推力は9,500 kgf (20,900 lbf又は93 kN)、アフターバーナー使用時には15,500 kgf (34,200 lbf or 152 kN)に達した。新型エンジンの搭載によりミグの最高速度は1,800 mph、離陸時の最大重量は101,000 lb (45,800 kg)に達した。これらの強力なエンジンによって、大型迎撃機のMiG-31は、高度5000フィート以下の空気抵抗の大きい低高度において超音速飛行が可能になった。

## 搭載機
アフターバーナー搭載型のD30-F6は非常に強力なエンジンであったため、大半の航空機には高出力過ぎた。その高出力ゆえに搭載機は限られ、2009年現在、搭載している機体は、ミコヤンMiG-31とスホーイSu-47(公式にはS-37)ベルクト実験機のみである。しかしながらSu-47は、まもなく近代的なNPOサトゥールンのAL-37FU推力偏向型ターボファンエンジンに換装される予定である。
アフターバーナーを備えない民間機仕様のD-30KPとD-30KUは、イリューシンIl-62MとツポレフTu-154M旅客機やイリューシン Il-76MD, TD貨物輸送機と中国空軍H-6 爆撃機やY-20 輸送機で使用され、D-30IIやD-30PはTu-134に採用されている。

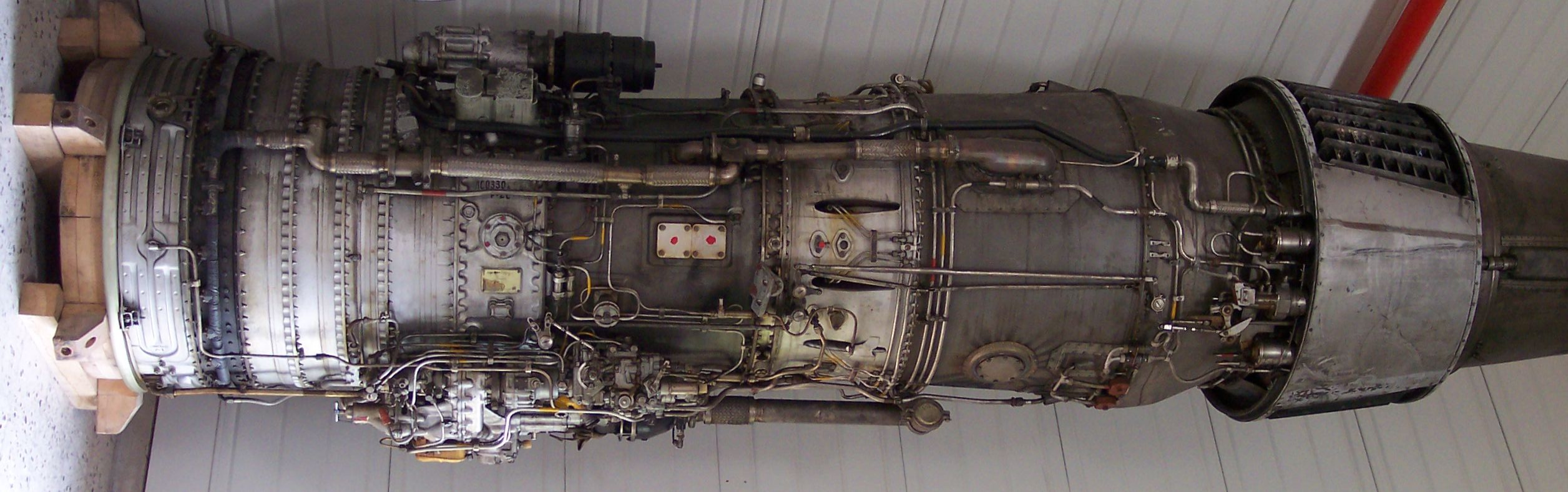
ツポレフ Tu-134Aに搭載されたソロヴィヨーフ D-30 シリーズ II
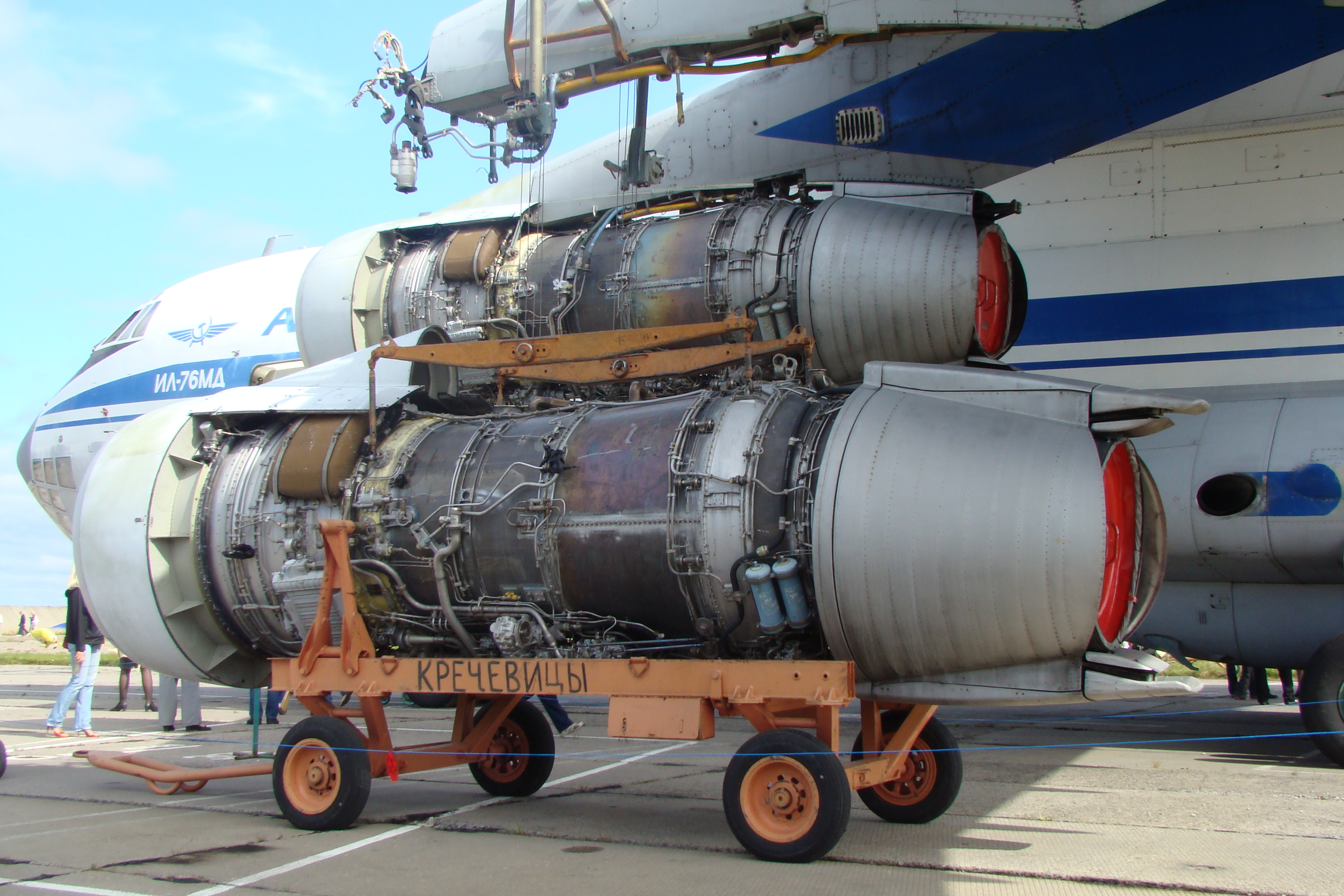
イリューシン Il-76に使用されたアフターバーナーを搭載しない民間型のD-30
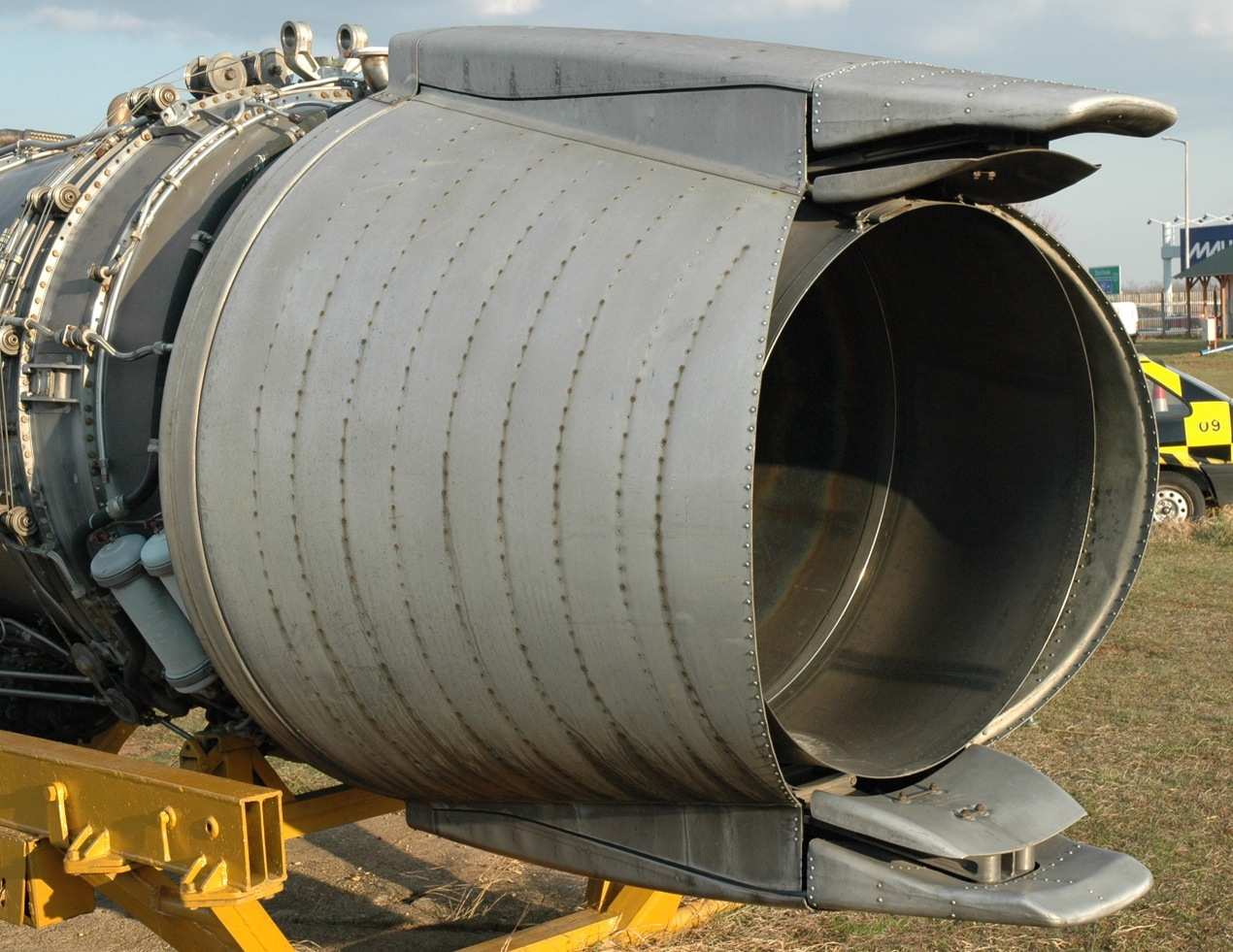
ツポレフ Tu-154に使用されたアフターバーナーを搭載しない民間型のD-30KU-154

## 仕様 (D-30KU-157)
出典：
一般的特性
- 形式: 2軸式 アフターバーナー非搭載 ターボファン
- 全長: 4.836 m
- 直径: 57.3 in (1.46 m)
- 乾燥重量: 5082 lb (2305 kg)

構成要素
- 圧縮機: 軸流式, 3段 ファン/低圧圧縮機, 11段高圧圧縮機
- 燃焼器: カン型
- タービン: 2段高圧タービン, 4段低圧タービン

性能
- 推力: 23,150 lbf (103 kN)
- 全圧縮比（英語版）: 17:1
- 燃料消費率: 0.498 lb/lbf·hr
- 推力重量比: 3.8:1